# Värnpliktsofficer
Värnpliktsofficer var en kategori av värnpliktigt befäl som skapades genom 1972 års tjänsteställningsreform i svenska Krigsmakten. Kategorin värnpliktsofficer ersatte de tidigare befälskategorierna värnpliktig officer och värnpliktig underofficer, medan värnpliktigt underbefäl ersattes med värnpliktigt gruppbefäl.
Värnpliktsofficer fanns dels som kompanibefäl och dels som plutonsbefäl. Värnpliktiga kompanibefäl, med krigsplacering som värnpliktig fänrik efter militär grundutbildning, existerande endast i armén. Värnpliktsofficerare kunde efter frivillig påbyggnadsutbildning bli befordrade till högst kaptens grad.

## Tjänsteställningsreformen 1972
Vid 1972 års tjänsteställningsreform skapades befälskårerna kompaniofficer och plutonsofficer, ur de tidigare underofficers- och underbefälskårerna. Värnpliktsofficersbegreppet var motsvarigheten till dessa två nya befälskårer för värnpliktigt befäl. 
| Befälsgrupp    | Yrkesofficer     | Yrkesofficer   | Yrkesofficer   | Värnpliktsofficer | Värnpliktsofficer |
| Befälsgrupp    | Regementsofficer | Kompaniofficer | Plutonsofficer | KB                | PB                |
| -------------- | ---------------- | -------------- | -------------- | ----------------- | ----------------- |
| Agraff         | Regementsofficer | Kompaniofficer | Plutonsofficer | KB                | PB                |
| Regementsbefäl | Major            | -              | -              | -                 | -                 |
| Kompanibefäl   | Kapten           | Kapten         | -              | Kapten            | -                 |
| Kompanibefäl   | Löjtnant         | Löjtnant       | -              | Löjtnant          | -                 |
| Kompanibefäl   | -                | Fänrik         | -              | Fänrik            | -                 |
| Plutonsbefäl   | -                | -              | Fanjunkare     | -                 | Fanjunkare        |
| Plutonsbefäl   | -                | -              | Sergeant       | -                 | Sergeant          |

## Ny befälsordning 1983
Enligt den nya befälsordning som infördes 1983, försvann kompani- och plutonsofficer som begrepp, och fänrik blev lägsta graden för den sammanhållna yrkesofficerskåren. Den nya befälsordningen förändrade dock inte värnpliktsofficersbegreppet som införts vid den förra reformen, och på detta sätt bevarades ändå rester av en uppdelning i kompani- och plutonsofficerare i den värnpliktiga befälskåren, trots det nya enhetsbefälssystemet. Graden fanjunkare fasades successivt ut även bland de värnpliktiga befälen, och efter 1990 utnämndes inga fler.
| Befälsgrupp    | Yrkesofficer | Värnpliktsofficer | Värnpliktsofficer |
| -------------- | ------------ | ----------------- | ----------------- |
| Agraff         | Yrkesofficer | KB                | PB                |
| Regementsbefäl | Major        | -                 | -                 |
| Kompanibefäl   | Kapten       | Kapten            | -                 |
| Kompanibefäl   | Löjtnant     | Löjtnant          | -                 |
| Kompanibefäl   | Fänrik       | Fänrik            | -                 |
| Plutonsbefäl   | -            | -                 | Sergeant          |

## Befordringsgång
Värnpliktiga befälselever befordrades efter ett fastställt antal tjänstgöringsdagar. Befordringen sammanföll också med successiva höjningar av dagersättningen. Befordring till krigsplaceringens tjänstgöringsgrad fick ske först efter det att militär grundutbildning avslutats. Ett värnpliktigt kompanibefäl som skulle krigsplaceras som fänrik, uppnådde alltså högst graden sergeant före utryckning.
| Dagar          | Grad     | Dagersättning |
| -------------- | -------- | ------------- |
| 150            | Korpral  | -             |
| 275            | Furir    | -             |
| 360            | Sergeant | -             |
| Krigsplacering | Fänrik   | *             |